# 鸡冠山站
鸡冠山站位于辽宁省凤城市鸡冠山镇，为沈丹铁路上的一个火车站。建于1904年。
距离沈阳站197公里，丹东站80公里，隶属沈阳铁路局管辖。现为四等站。
1. ↑  铁道部电子计算技术中心, 铁道部运输局. . 北京: 中国铁道出版社. 1998: 134. ISBN 9787113030995.